# Cura (software)

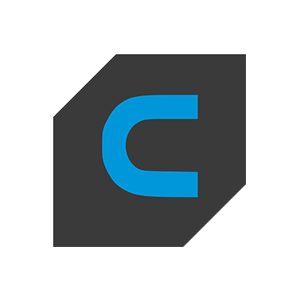
Logo de Cura

Es una aplicación diseñada para impresoras 3D, en la que se pueden modificar los parámetros de impresión y después transformarlos a código G. Fue creada por David Braan, que después de un tiempo trabajaría para Ultimaker, una empresa dedicada al diseño y fabricación de impresoras 3D. Para que el software se pueda mantener, se hizo disponible bajo una licencia LGPLv3. Cura fue lanzada inicialmente en la versión 3 de la licencia pública general de código abierto de Affero, después el 28 de septiembre del 2017 fue cambiada la licencia a LGPLv3. Este cambio permitió una mayor integración con aplicaciones CAD de terceros. El desarrollo está alojado en GitHub. El software es utilizado por más de un millón de usuarios en todo el mundo y es de los software de impresión 3D más usado en las impresoras 3D.

## Especificaciones técnicas
El funcionamiento de Ultimaker Cura es dividir el archivo del modelo de un usuario en varias capas, generando un código G para la impresora 3D. Cuando ya se haya finalizado el proceso, el código G se envía a la impresora por medio de un dispositivo de almacenamiento o vinculando la impresora con el software por medio de una conexión, para que después la impresora fabrique el objeto físico. 
Este software de  código abierto es compatible con la mayoría de las impresoras 3D de escritorio que puedan trabajar con archivos en formatos de 3D más comunes como STL, OBJ, X3D, 3MF, entre otros. También pueden trabajar formatos de imagen como BMP, GIF, JPG y PNG.

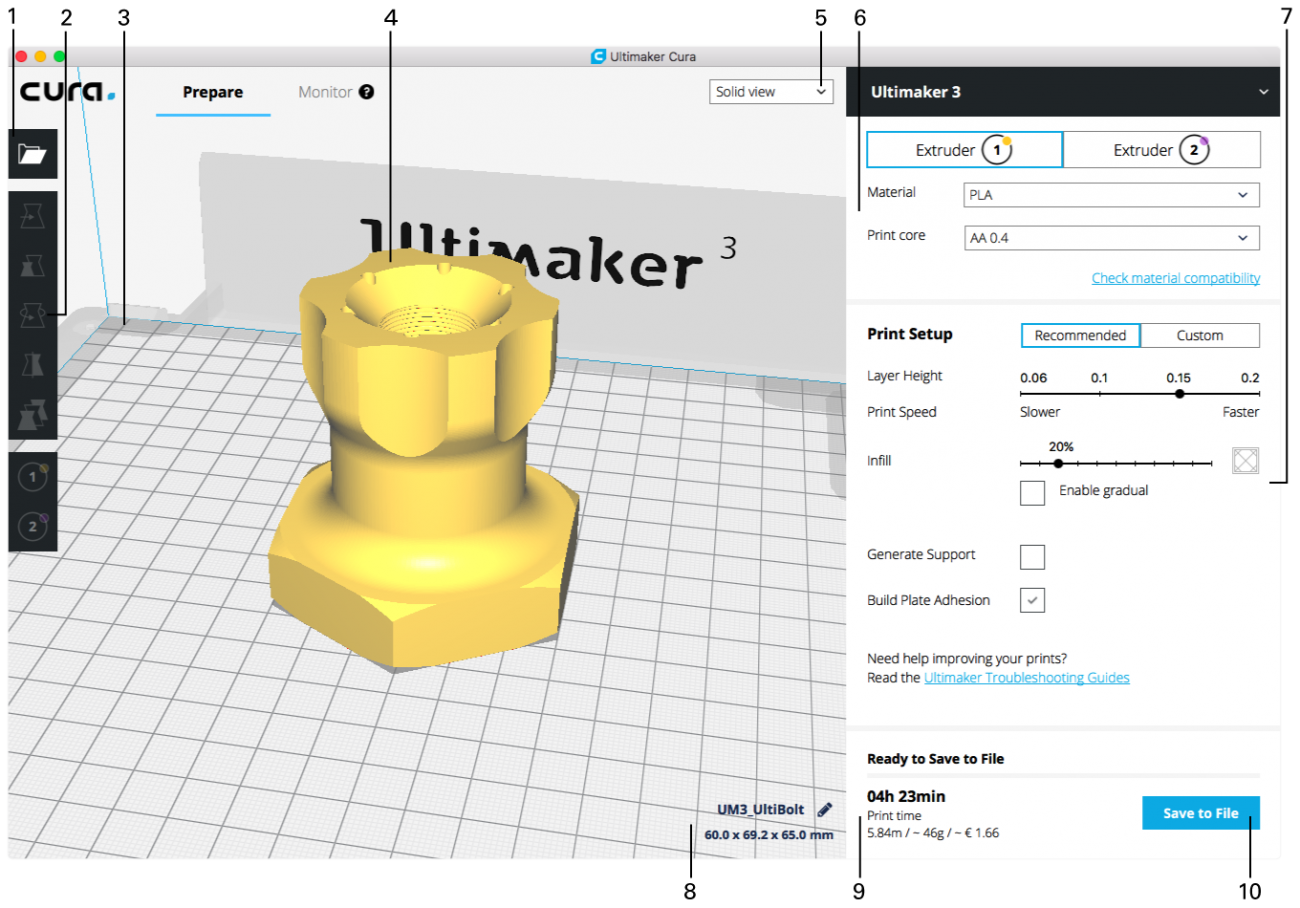
Visualización del software

## Versiones de software
El 7 de junio de 2017 Ultimaker anunció su nueva versión 2.1.2 de Cura, que sustituye a la versión anterior 15.04.6. 
En septiembre de 2017 fue lanzada la versión 2.3, que incluyó nuevos perfiles de impresión, funciones de rebanado, así como una mayor velocidad. También incluyó la compatibilidad con la extrusión dual.
El 17 de octubre de 2017 lanzó la versión 3. En esta actualización la interfaz de usuario permitió la integración de CAD. Esta fue la primera versión con soporte de plugin.
En noviembre de 2017 se lanzó Cura Connect, que permitió a los usuarios poder controlar, monitorear y configurar un grupo de impresoras 3D habilitadas para la red desde una sola interfaz.
En octubre de 2018 se lanzó la versión 3.5, a partir de esta versión, para mejorar la compatibilidad son otro software 3D los archivos se guardaban en formato 3MF. También se introdujeron las teclas de acceso rápido, así como una guía de perfil de búsqueda.
En noviembre de 2018 se lanzó la versión 3.6, la cual se introdujo el soporte de perfil de material para los materiales fabricados por los principales fabricantes como BASF, DuPont, Clariant y otros miembros del consorcio del Programa de alianza de Materiales.
En marzo de 2019 se lanzó la versión 4.0, que es la versión actual. Los cambios significativos son el cambio de interfaz de usuario. En apoyo de las capacidades de los complementos, se incorporó un sistema de clasificación basado en estrellas para permitir a los usuarios calificar los complementos. Se agregó la funcionalidad en la nube, así como la compatibilidad con más impresoras de terceros.

## Plugins
La versión 3.0 introdujo la capacidad de plugin. Los usuarios pueden desarrollar sus propios complementos o usar los ya disponibles comerciales. Los complementos simplifican el flujo de trabajo para que los usuarios puedan permitir realizar tareas rápidamente, como abrir un archivo desde un menú o exportar un archivo desde una aplicación. A partir de la versión actual, que es la versión 4.0, los usuarios pueden calificar los complementos utilizando un sistema de estrellas.
Los complementos actuales incluyen: solidWorks, Siemens NX, escaneo 3D HP, MakePrintable.

## Cobertura mediática
El 31 de agosto de 2014, Cura fue incluida en una revisión del software de corte en 3D por Think3DPrint3D.
En el verano de 2015, Ultimaker lanzó Cura 2.0.
El 29 de mayo de 2017, PrinterChat reconoció a Cura como el software de rebanado preferido para su uso en aulas o espacios de fabricantes según el precio y la interfaz de usuario.
En noviembre de 2017, Forbes y 3ders.org notaron el lanzamiento de Cura Connect y las capacidades de red de los programas.
El 1 de enero de 2018, All3DP nombró a Cura como una de las mejores herramientas de software para el rebanado en 3D.